# Stylaster subviolacea
Stylaster subviolacea är en nässeldjursart som först beskrevs av Kent 1871.  Stylaster subviolacea ingår i släktet Stylaster och familjen Stylasteridae. Inga underarter finns listade i Catalogue of Life.